# 土佐上川口駅
土佐上川口駅（とさかみかわぐちえき）は、高知県幡多郡黒潮町上川口にある、土佐くろしお鉄道（TKT）中村線の駅である。駅番号はTK34。
特急は「しまんと」1号と「あしずり」5・8号の計1.5往復が停車する。

## 歴史
- 1970年（昭和45年）10月1日：国鉄中村線土佐佐賀駅 - 中村駅間延伸時に開設[1]。無人駅[2]。
- 1987年（昭和62年）4月1日：国鉄分割民営化に伴い、JR四国の駅となる[3]。
- 1988年（昭和63年）4月1日：中村線が第三セクター土佐くろしお鉄道へ転換、同社の駅となる[3]。

## 駅構造
単式ホーム1面1線を有する地上駅。ホーム有効長は3両分しか無いため、増結された際は中村寄り1両をドアカットする。
無人駅。駅舎には農協（JA）が併設されている。

## 利用状況
近年の1日平均乗降人員の推移は以下の通り。
| 乗降人員推移 | 乗降人員推移 |
| 年度         | 1日平均人数  |
| ------------ | ------------ |
| 2011年       | 25           |
| 2012年       | 23           |
| 2013年       | 16           |
| 2014年       | 15           |
| 2015年       | 18           |
| 2016年       | 23           |
| 2017年       | 16           |
| 2018年       | 11           |

## 駅周辺
- 黒潮町立上川口小学校
- 上川口郵便局
- 高知県立幡多青少年の家
- 国道56号

## バス路線
駅から約300m離れた所に「上川口駅通」停留所がある。
| 主要経由地     | 行先   | 運行会社     |
| -------------- | ------ | ------------ |
| 入野駅、一条通 | 中村駅 | 高知西南交通 |
| 入野駅、中村駅 | 一条通 | 高知西南交通 |
| 灘、佐賀       | 佐賀駅 | 高知西南交通 |
| 仲分川         | 伴太郎 | 高知西南交通 |

## 隣の駅
土佐くろしお鉄道
■中村線
- 特急「しまんと」・「あしずり」一部停車駅

■普通
有井川駅 (TK33) - 土佐上川口駅 (TK34) - 海の王迎駅 (TK35)